# 대한민국 민법 제267조
대한민국 민법 제267조는 공유물의 관리, 보존에 대한 민법 물권법 조문이다.

## 조문
제267조(지분포기등의 경우의 귀속) 공유자가 그 지분을 포기하거나 상속인없이 사망한 때에는 그 지분을 다른 공유자에게 각지분의 비율로 귀속한다.

第267條(持分抛棄 等의 境遇의 歸屬)共有者가 그 持分을 抛棄하거나 相續人없이 死亡한 때에는 그 持分은 다른 共有者에게 各 持分의 比率로 歸屬한다.

## 참고 문헌
- 오현수, 일본민법, 진원사, 2014. ISBN 978-89-6346-345-2
- 오세경, 대법전, 법전출판사, 2014 ISBN 978-89-262-1027-7
- 이준현, LOGOS 민법 조문판례집, 미래가치, 2015. ISBN 979-1-155-02086-9

## 같이 보기
- 공유